# Marian Przykucki

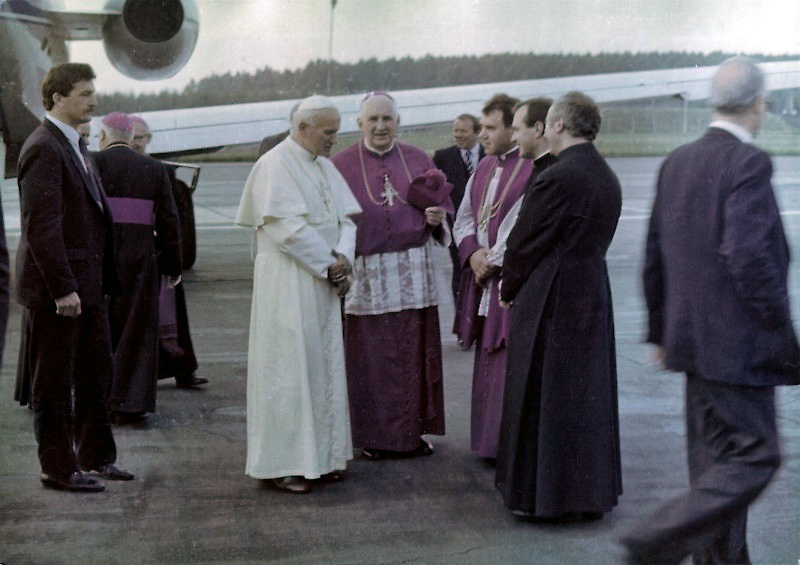
Pope John Paul II and Bishop Marian Przykucki in Gdynia – 11 de junio de 1987

Archbishop Marian Przykucki (Skoki, 27 de enero de 1924 – 16 de octubre de 2009) fue un arzobispo católico polaco de la arquidiócesis de Szczecin-Kamień desde 1992 hasta 1999.
Marian Przykucki fue ordenado sacerdote el 19 de febrero de 1950 en Poznań. El 12 de diciembre de 1973 fue ordenado obispo auxiliar de Poznań y el 3 de febrero de 1974 fue nombrado obispo titular de Glenndálocha. El 15 de junio de 1981 fue elegido para ocupar el cargo de obispo de arquidiócesis de Chełmno. Fue un gran cuidador de usar el lenguaje del casubio en la liturgia.
El 25 de marzo de 1992, fue nombrado arzobispo de Szczecin-Kamień hasta du retiro el 1 de mayo de 1999.